# انترناسیونال بچه‌پرروها
اَنتِرناسیونالِ بچه‌پرروها: مجموعهٔ ۱۷ مقاله و لطیفهٔ سیاسی اثری‌ست طنز از ایرج پزشک‌زاد که نخستین بار در نوروز ۱۳۶۳ منتشر شد.

## فهرست
- دایی‌جان ناپلئون دوم؛ (نوشته‌شده در ۱۶ مرداد ۱۳۶۰)
- مصاحبهٔ اشپیگل با آیت‌الله خمینی؛ (نوشته‌شده در ۳۰ مرداد ۱۳۶۰)
- شنیدم گوسفندی را بزرگی…؛ (نوشته‌شده در ۱۳ فروردین ۱۳۶۱)
- خمینی در بهشت؛ (نوشته‌شده در ۲۴ اردی‌بهشت ۱۳۶۱)
- دانشکدهٔ پزشکی جمهوری اسلامی؛ (نوشته‌شده در ۲۶ شهریور ۱۳۶۱)
- بچه‌پرروی اکبرآقا؛ (نوشته‌شده در ۲۳ مهر ۱۳۶۱)
- عالم بزرگوار و محدث عالی‌مقدار؛ (نوشته‌شده در ۷ آبان ۱۳۶۱)
- عملهٔ قانونی قصاص؛ (نوشته‌شده در ۵ آذر ۱۳۶۱)
- نسل شجاعان مصلحت‌اندیش؛ (نوشته‌شده در ۱۷ دی ۱۳۶۱)
- سه مرد خبیث؛ (نوشته‌شده در ۲۹ بهمن ۱۳۶۱)
- تعصب درشت‌ناک؛ (نوشته‌شده در ۲۶ فروردین ۱۳۶۲)
- سالگرد شهادت شهید مظلوم اصغر قاتل؛ (نوشته‌شده در ۳ تیر ۱۳۶۲)
- مسعود آق‌باباجان؛ (نوشته‌شده در ۱۱ شهریور ۱۳۶۲)
- پای روضهٔ حاج‌آقامسعود؛ (نوشته‌شده در ۴ آذر ۱۳۶۲)
- پرزیدنت پیروز است؛ (نوشته‌شده در ۱۸ آذر ۱۳۶۲)
- سیدابوالحسن‌خان و برادران؛ (نوشته‌شده در ۳۰ دی ۱۳۶۲)
- پرزیدنت اُر نات پرزیدنت؟ (نوشته‌شده در ۱۲ اسفند ۱۳۶۲)